# Espejo líquido

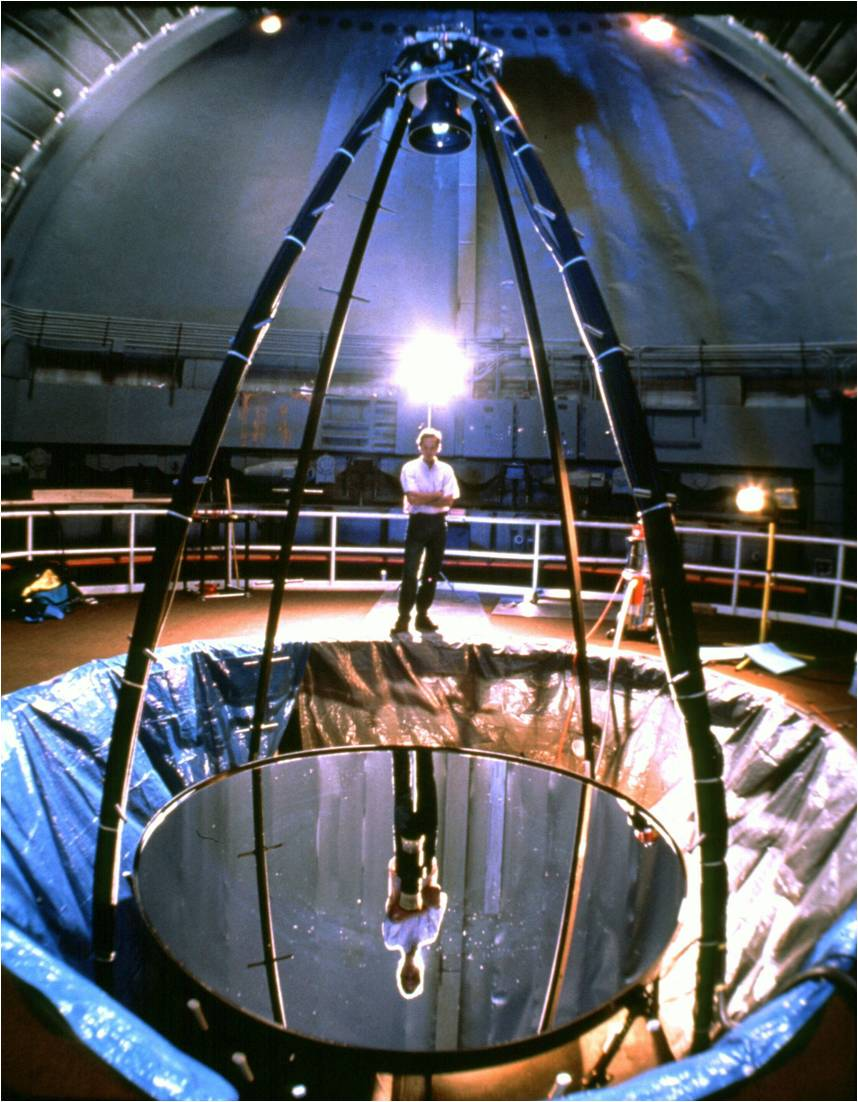
Espejo líquido operado por la NASA

Los espejos líquidos son espejos hechos con líquidos reflexivos. El líquido más común usado es el mercurio, pero también pueden utilizarse otros líquidos (por ejemplo, aleaciones de baja temperatura de fusión de galio). El contenedor para el líquido está rotando de modo que el líquido asume una forma parabólica, que es precisamente la forma óptima para el espejo primario de un telescopio. El líquido rotante asume la forma parabólica sin importar la forma del envase contenedor. Para reducir la cantidad necesaria de metal líquido, y por lo tanto el peso, un espejo rotatorio de mercurio usa un envase que está tan cerca como sea posible a la forma parabólica necesaria. Los espejos líquidos pueden ser una alternativa de bajo costo a los grandes telescopios convencionales. Comparado a un espejo sólido de cristal que debe ser tallado, esmerilado y pulido, un espejo de metal líquido giratorio es mucho más barato de fabricar.
Isaac Newton observó que la superficie libre de un líquido giratorio forma un paraboloide de revolución, y por lo tanto, se puede usar como un telescopio, pero él realmente no podía construir uno porque no tenía ninguna manera de estabilizar la velocidad de rotación (el motor eléctrico todavía no existía). El concepto fue desarrollado más a fondo por Ernesto Capocci del Observatorio de Nápoles (1850), pero no fue hasta 1872 cuando Henry Skey del Observatorio de Dunedin en Nueva Zelanda construyó el primer telescopio de espejo líquido de laboratorio funcional.
Otra dificultad de un telescopio con un espejo de metal líquido es que solo puede ser usado en telescopios cenitales que miran directamente hacia arriba, al cenit. En consecuencia, no es adecuado para las investigaciones en las que el telescopio debe permanecer apuntando a la misma posición del espacio (una posible excepción a esta regla puede darse para un telescopio espacial de espejo de mercurio, donde el efecto de la gravedad de la Tierra podría ser reemplazado por gravedad artificial, quizás girando el telescopio sobre una correa muy larga, o propulsándolo suavemente hacia adelante por cohetes).
El mayor espejo de telescopio líquido del mundo fue el espejo de mercurio del Large Zenith Telescope en Canadá. Tenía un diámetro de seis metros, y giraba a un ritmo de cerca de seis revoluciones por minuto. Fue dado de baja en 2016.

## Funcionamiento

### Explicación del equilibrio

La fuerza de la gravedad (en rojo), la fuerza normal (en verde), y la fuerza resultante (en azul).

En mecánica de fluidos, el estado en el que ninguna parte del fluido tiene movimiento relativo respecto a cualquier otra parte del fluido, es llamado "rotación de cuerpo sólido". Cuando el espejo de mercurio ha alcanzado un estado de rotación de cuerpo sólido, entonces se produce el equilibrio dinámico de dos energías: la energía potencial gravitatoria, y la energía cinética rotacional. Cuando un fluido está en rotación de cuerpo sólido, este es el estado más bajo de energía disponible, porque en un estado de rotación de cuerpo sólido no hay fricción para disipar cualquier energía.
El equilibrio dinámico no se puede entender en términos de un equilibrio de fuerzas, porque cuando el espejo de mercurio está rotando, hay una fuerza desequilibrada actuando en el mercurio. La fuerza de la gravedad está actuando en la dirección vertical, la superficie del disco parabólico ejerce una fuerza normal en el mercurio que descansa en él. La fuerza resultante de las dos proporciona la fuerza centrípeta requerida.
Las fórmulas siguientes son válidas para el caso del espejo de mercurio mientras está girando en rotación de cuerpo sólido.
La energía cinética de una partícula de mercurio está dada por la fórmula:

{\displaystyle E_{kin.}={\frac {1}{2}}mv^{2}}

En el caso del movimiento circular, se mantiene la relación {\displaystyle v=\omega r}, y por lo tanto:

{\displaystyle E_{kin.}={\frac {1}{2}}m\omega ^{2}r^{2}}

La energía potencial gravitacional es dada por:

{\displaystyle E_{pot.}=mgh}

donde {\displaystyle g} es la aceleración de la gravedad y {\displaystyle h} es la altura de la superficie de mercurio sobre una cierta elevación arbitraria, por ejemplo, se puede fijar {\displaystyle h=0} a la más baja superficie del mercurio.
Si se fija la energía potencial igual a la energía cinética para encontrar la forma del espejo:

{\displaystyle h={\frac {1}{2g}}\omega ^{2}r^{2}}

que por definición, coincide con la forma de una parábola.

### Disipación de la energía
Para entender la dinámica de la energía también es provechoso considerar qué sucede cuando los accionadores del espejo de mercurio se detienen para poder reemplazar el mercurio.
Si se deja que el plato giratorio no sea accionado más, y  se aplica una suave fuerza de frenado al plato giratorio, la fricción entre el plato y el mercurio tenderá a reducir el índice de rotación del mercurio. A medida que el mercurio desciende al centro, la energía potencial gravitacional es convertida a energía cinética rotacional. La conversión de la energía potencial tiende a sostener la velocidad angular. Más precisamente: cuando el mercurio está colapsando por la fuerza centrípeta, la fuerza centrípeta está realizando un trabajo. La cantidad total de energía que debe disiparse es la energía cinética rotacional más la energía potencial gravitacional.

## Telescopios de espejo líquido

### Telescopios de espejo líquido basados en Tierra convencionales
Se sirven de un líquido almacenado en un contenedor cilíndrico hecho de un material compuesto, como el Kevlar. Se hace girar el cilindro hasta que alcance algunas revoluciones por minuto. El líquido gradualmente toma la forma de un paraboloide, la forma de un espejo telescópico convencional. La superficie del espejo es muy precisa y las pequeñas imperfecciones en la forma del cilindro no la afectan. La cantidad de mercurio usada es pequeña, menos de un milímetro en grosor.

### Telescopios de espejo líquido basados en la Luna
Han sido propuesto los líquidos iónicos de baja temperatura (por debajo de 130 kelvins) como la base fluida para un telescopio de espejo líquido giratorio de diámetro extremadamente grande para ser basado en la Luna. La baja temperatura es ventajosa para imágenes de luz infrarroja de larga longitud de onda, que es la forma de luz (extremadamente desplazada hacia el rojo) que llega de las partes más distantes del universo visible. Una base líquida sería cubierta por una delgada película metálica que formaría la superficie reflexiva.

### Telescopios de espejo de líquido de anillo basados en el espacio
El diseño del telescopio Rice de espejo líquido es similar a los telescopios de espejo líquido convencionales. Solamente trabajará en el espacio; pero en órbita, la gravedad no distorsionará la forma del espejo parabólica. El diseño tiene las características de un líquido almacenado en un envase de forma anular de fondo plano con los bordes interiores elevados. El área focal central sería rectangular, pero un espejo parabólico rectangular secundario recolectaría la luz a un punto focal. Por otro lado la óptica es similar a la de otros telescopios ópticos. La recolección de la luz de un telescopio Rice es equivalente a aproximadamente el ancho por el diámetro del anillo, menos un porcentaje basado en la óptica, el diseño de la superestructura, etc.

## Ventajas y desventajas

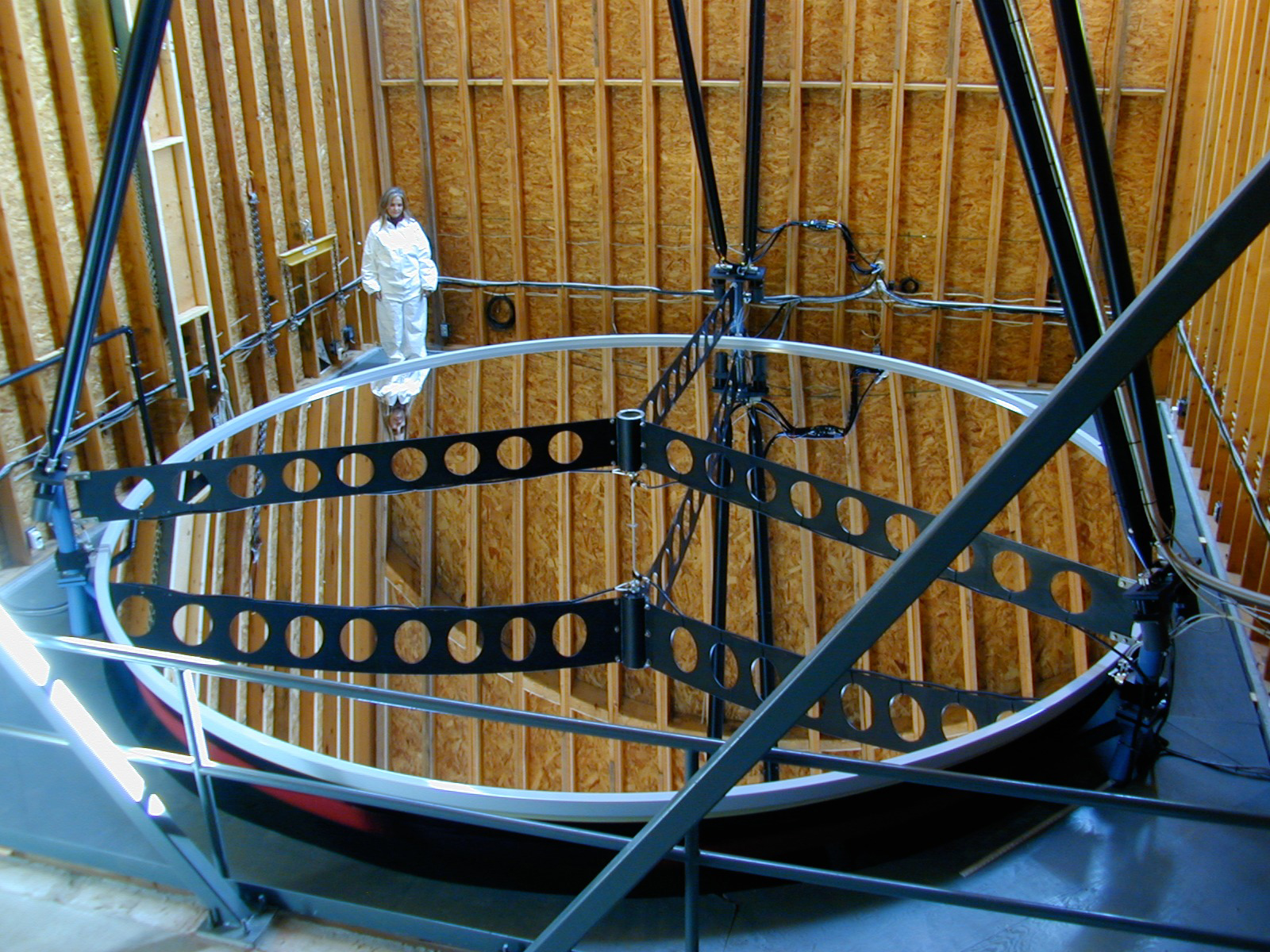
Gran Telescopio Zenith

La mayor ventaja de un espejo líquido telescópico es su bajo costo, cerca de 1% de un espejo convencional. Esto disminuye el costo del telescopio entero por lo menos en el 95%. El Large Zenith Telescope de 6 metros de la Universidad de la Columbia Británica costó alrededor de la quincuagésima parte de un telescopio convencional con un espejo de cristal. Desafortunadamente, el espejo solo puede apuntar directo hacia arriba. Si se desvía del cenit, pierde su forma. La vista del espejo cambia a medida que la Tierra gira y los objetos no pueden ser seguidos físicamente. Mientras está en el campo visual, un objeto puede ser brevemente seguido electrónicamente, aplicando un voltaje al CCD para desplazar los electrones a través de él a la misma velocidad en que la imagen se mueve; esta táctica es llamada "exploración de deriva" (drift scanning). Sin embargo, algunos tipos de investigación astronómica no son afectados por estas limitaciones, tales como los estudios a largo plazo del cielo y la búsqueda de supernovas. Puesto que se cree que el Universo es isotrópico y homogéneo (esto es llamado el principio cosmológico), la investigación de su estructura por parte de los cosmólogos también puede usar los telescopios de espejo líquido. Sin embargo, la investigación está en curso de desarrollar telescopios que puedan ser inclinados.
Puesto que el mercurio metálico y su vapor son tóxicos para los seres humanos y los animales permanece un problema para su uso en cualquier telescopio donde puede afectar a sus usuarios y a otros en su área. El metal de galio, que es menos tóxico, puede ser usado en vez del mercurio, pero tiene la desventaja de un costo más alto. Recientemente los investigadores canadienses han propuesto la sustitución de espejos líquidos deformables magnéticamente, compuestos por una suspensión de hierro y nanoparticulas de plata suspendidos en glicol de etileno. Además de la baja toxicidad y del relativamente bajo costo, tal espejo tendría la ventaja de ser fácil y rápidamente deformable usando variaciones en la fuerza de campos magnéticos.